# Natural Steps
Natural Steps – jednostka osadnicza w Stanach Zjednoczonych, w stanie Arkansas, w hrabstwie Pulaski.